# Hospital Dr. Arnaldo Pezzuti Cavalcanti
Hospital Dr. Arnaldo Pezzuti Cavalcanti, é um hospital localizado no distrito de Jundiapeba, em Mogi das Cruzes, no estado de São Paulo. Foi fundado em 1928 (época em que o Brasil passava por uma epidemia de hanseníase), a partir do antigo sanatório de "Santo Ângelo,  para ser um leprosário, e na época chamava-se "Leprosário Santo Ângelo".
A endemia de hanseníase no Brasil é antiga; felizmente, inexiste epidemia; mas, os números oficiais representam a ponta de verdadeiro iceberg; pois, há muitos doentes ainda não diagnosticados, pois a moléstia é confundida com outras neuropatias periféricas ou dermatoses.
No início, era um hospital-colônia para doentes de hanseníase, construído sob a inspiração de um modelo arquitetônico francês, para abrigar os pacientes de maneira compulsória. 
A ideia partiu de um pensamento trazido da Europa em que os doentes de lepra viviam sequestrados. Modelo idêntico ao da Europa, onde o isolamento em milhares de leprosários extinguira a moléstia. Emílio Ribas, médico sanitarista, apresentou um projeto de um leprosário-modelo que incorporou todo o pensamento médico em relação a espaços para isolamento de leprosos. Dos seus estudos e orientação técnica, surgiu o Asilo-Colônia de Santo Ângelo, pedra angular do edifício do D.P.L., cuja organização foi e é considerada como das mais perfeitas do mundo.
Em discurso proferido em São Carlos, em 1946, relembrou Sales Gomes Jr., a propósito de serviços de combate à lepra, que foi Emílio Ribas o primeiro a planejá-los, embora a outros tocasse realizá-los. Contra o parecer de sanitaristas estrangeiros e brasileiros, do porte de Oswaldo Cruz, estabeleceu que os leprosários deviam situar-se no continente e não em ilhas. Queria-os ao alcance
das famílias dos enfermos e não longe das grandes cidades para que os institutos de pesquisas ficassem próximos dos centros de experimentação.
Este hospital ainda mantém uma colônia de pacientes hansenianos internados e que moram nele, sendo a colônia existente ao lado do hospital o lar desses pacientes. Ainda é conservado o sistema francês de "Carvilles". Passou a atender como hospital geral em meados da década de 1980.
Mantém hoje uma unidade de internação (denominada C.C.C.) e conta outras unidades de internação (UTI Infantil, UTI Adulto, Centro cirúrgico, Centro de Fisioterapia e Reabilitação e Ambulatório de especialidades médicas. Do antigo modelo, restam os Carvilles, o Pavilhão Geriátrico e o Pavilhão Santista (ou 10). Neste hospital, que é administrado pelo Governo do Estado de São Paulo, ainda resta muita história pra contar, principalmente pelos pacientes ali internados. O hospital tem alguns vídeos institucionais, publicados no site Youtube.